# Servílio de Oliveira
Servílio Sebastião de Oliveira (San Paolo, 6 maggio 1948) è un ex pugile brasiliano.

## Palmarès

### Olimpiadi
- 1 medaglia:
  - 1 bronzo (Città del Messico 1968 nei pesi mosca)